# Pilatovci (Czarnogóra)
Pilatovci (cyr. Пилатовци) – wieś w Czarnogórze, w gminie Nikšić. W 2011 roku liczyła 137 mieszkańców.